# Bahnhof Ōme
Der Bahnhof Ōme (jap. 青梅駅, Ōme-eki) ist ein Bahnhof auf der japanischen Insel Honshū. Er wird von der Bahngesellschaft JR East betrieben und befindet sich im Westen der Präfektur Tokio auf dem Gebiet der Stadt Ōme.

## Verbindungen
Ōme ist ein Zwischenbahnhof an der Ōme-Linie, die von Tachikawa durch das obere Tama-Tal nach Oku-Tama führt. Aufgrund der stark unterschiedlichen Bevölkerungsdichte östlich und westlich des Bahnhofs wird in Ōme üblicherweise eine betriebliche Zweiteilung vorgenommen. In Richtung Tachikawa verkehren die Nahverkehrszüge tagsüber fünfmal je Stunde mit zehn Wagen, während der morgendlich Hauptverkehrszeit achtmal je Stunde. Oft fahren sie über Tachikawa hinaus als Eilzug auf der Chūō-Schnellbahnlinie weiter bis nach Shinjuku und Tokio. In Richtung Oku-Tama beträgt der Fahrplantakt je nach Tageszeit 30 bis 45 Minuten. Dafür werden Züge mit vier Wagen eingesetzt. Unter der Woche wird der Schnellzug Ōme angeboten, der einmal am Morgen mit nur vier Zwischenhalten von Ōme nach Tokio und abends zweimal zurück verkehrt. An Wochenenden und Feiertagen kommen drei Schnellzugpaare mit der Bezeichnung Holiday Rapid Okutama hinzu, die Tokio mit Oku-Tama verbinden. Auf dem Bahnhofsvorplatz befinden sich zwei Bushaltestellen, die von einem Dutzend Linien der Gesellschaften Toei Bus und Nishi Tōkyō Bus bedient werden.

## Anlage
Der Bahnhof steht im zentralen Stadtteil Honchō am Südfuß des Tama-Hügellandes. Die Anlage ist von Osten nach Westen ausgerichtet und besitzt sieben Gleise, von denen zwei dem Personenverkehr dienen. Diese liegen an einem teilweise überdachten Mittelbahnsteig, der über einen Personentunnel mit dem dreistöckigen Empfangsgebäude an der Südseite verbunden ist. Die übrigen Gleise dienen als Abstellanlage für die hier wendenden Züge.
Im Fiskaljahr 2018 nutzten durchschnittlich 6.497 Fahrgäste täglich den Bahnhof. Knapp einen halben Kilometer nordöstlich des Bahnhofs steht der Ōme-Eisenbahnpark, ein kleines, von der Kulturstiftung von JR East betriebenes Eisenbahnmuseum.

## Bilder

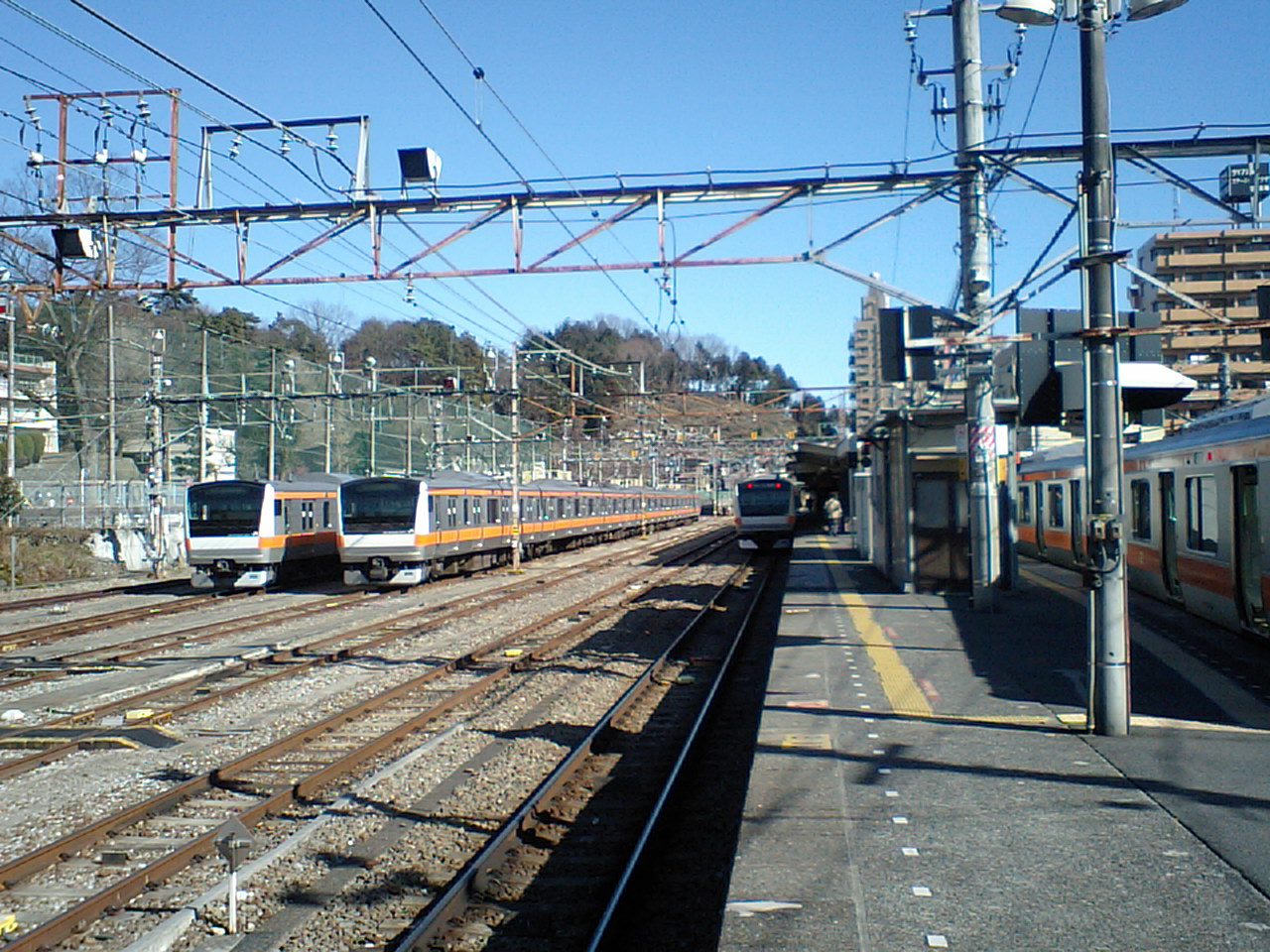
Bahnsteig und Abstellanlage
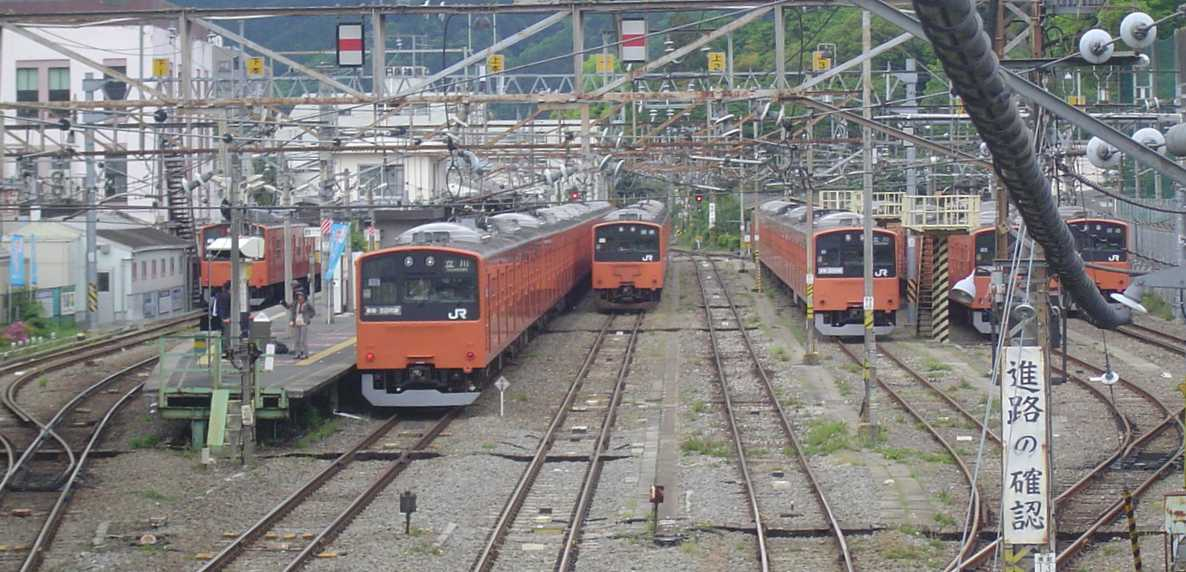
Ansicht von Osten
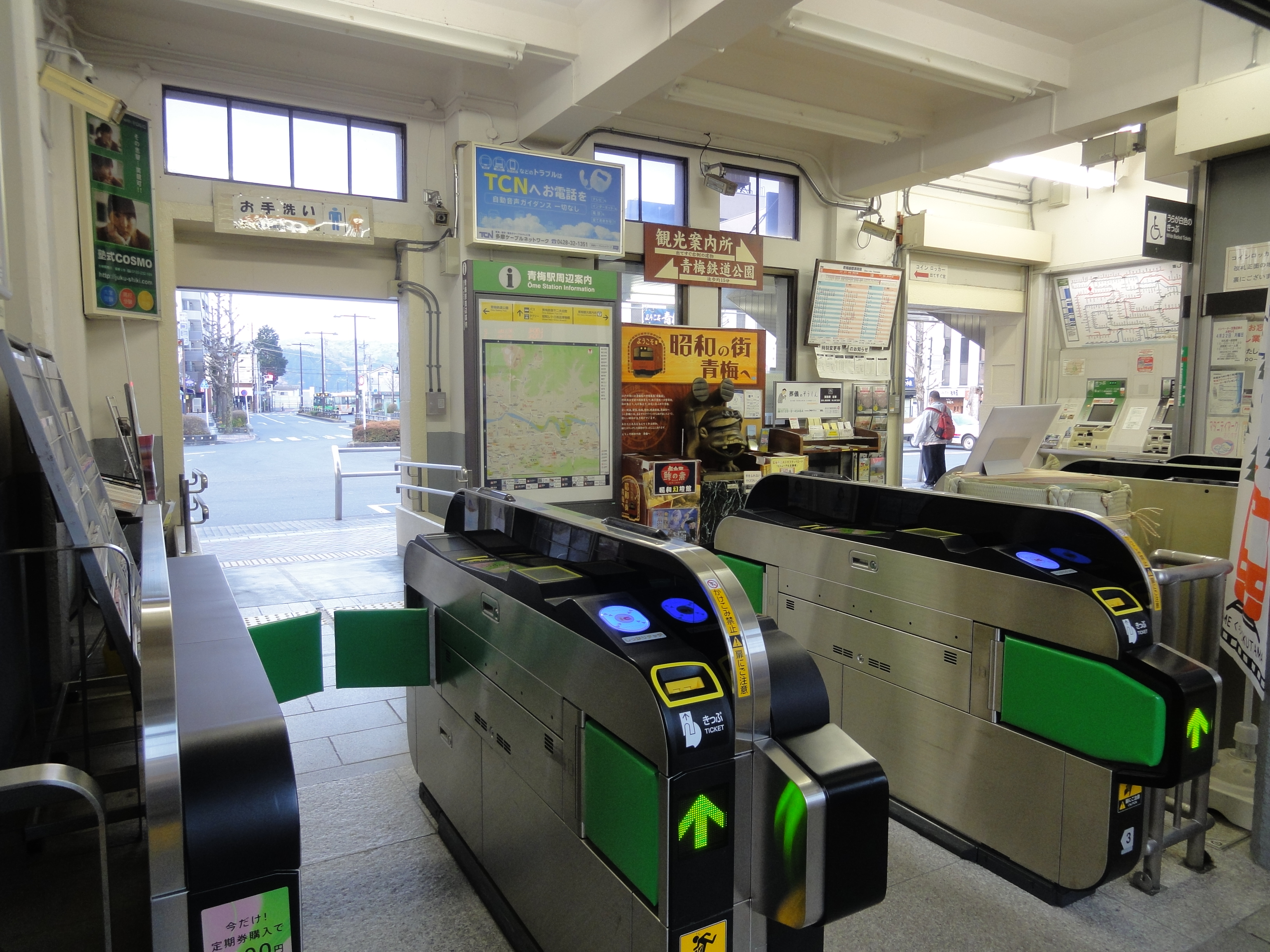
Bahnsteigsperren
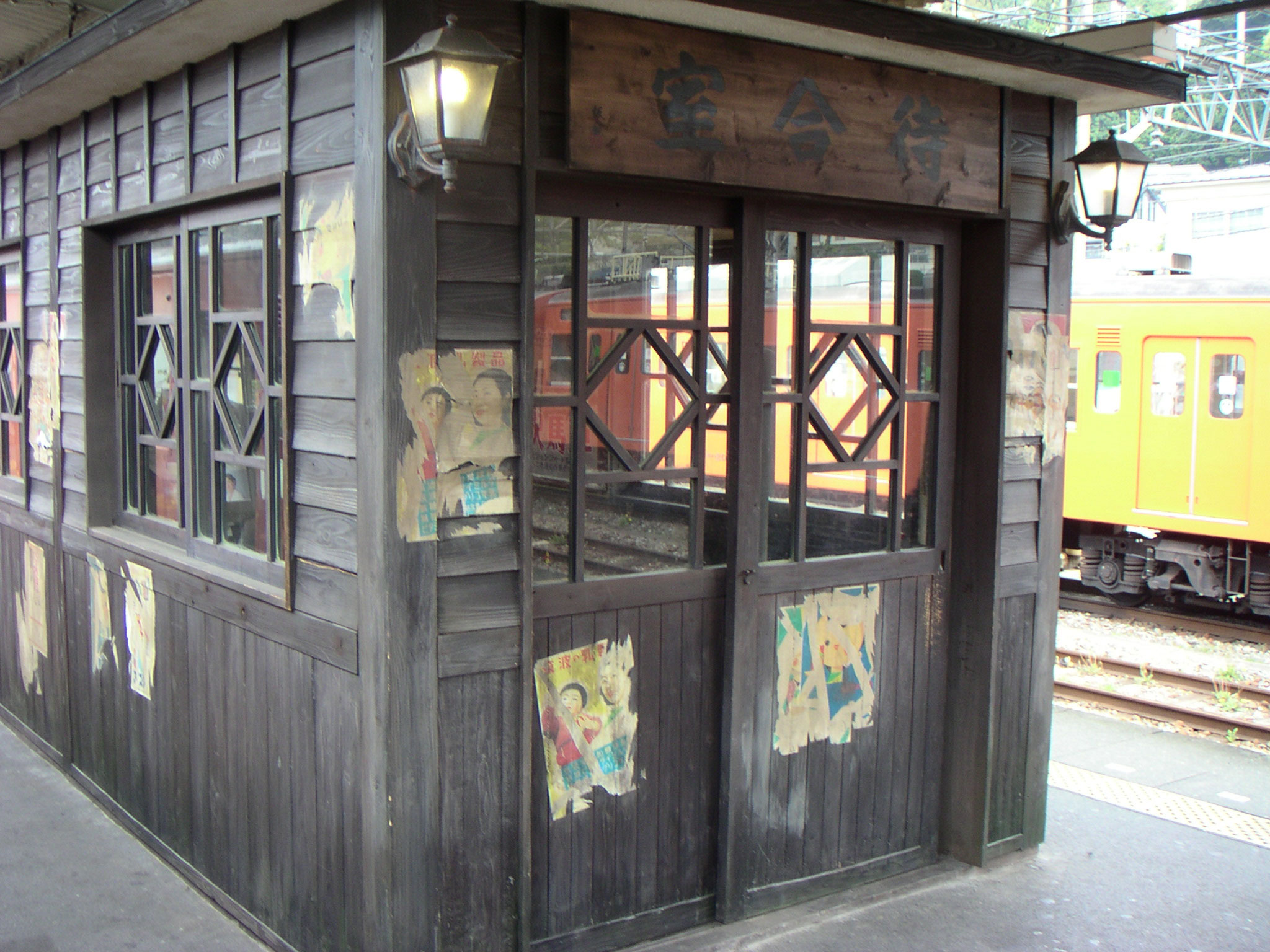
Warteraum auf Bahnsteig

## Gleise
| 1 | ▉ Ōme-Linie | Tachikawa • Shinjuku • Tokio |
| 2 | ▉ Ōme-Linie | Mitake • Oku-Tama            |

## Linien
| Verlauf der Ōme-Linie |
| --- |
| Tachikawa • Nishi-Tachikawa • Higashi-Nakagami • Nakagami • Akishima • Haijima • Ushihama • Fussa • Hamura • Ozaku • Kabe • Higashi-Ōme • Ōme • Miyanohira • Hinatawada • Ishigamimae • Futamatao • Ikusabata • Sawai • Mitake • Kawai • Kori • Hatonosu • Shiromaru • Oku-Tama |

## Geschichte
Die Bahngesellschaft Ōme Tetsudō eröffnete am 19. November 1894 den ersten Abschnitt der späteren Ōme-Linie, wobei diese von Tachikawa über Haijima bis hierher führende Strecke zu Beginn noch eine Spurweite von 762 mm besaß. Um das aufwändige Umladen von Gütern in Tachikawa zu vermeiden, wurde die gesamte Ōme-Linie am 18. Februar 1908 auf die übliche Kapspur (1067 mm) umgespurt. Fast ein halbes Jahrhundert lang blieb Ōme die westliche Endstation. Während des Pazifikkriegs strebte der japanische Staat danach, verschiedene Privatbahnen von strategisch wichtiger Bedeutung, die nach der ersten Verstaatlichungswelle von 1906/07 entstanden waren, unter seine Kontrolle zu bringen. Entsprechend einer 1941 erlassenen Verordnung war ab 1. April 1944 die staatliche Eisenbahn für die Ōme-Linie zuständig. Die Japanische Staatsbahn stellte am 16. Mai 1962 aus Rationalisierungsgründen den Güterumschlag ein. 1982 verlängerte sie die Bahnsteige, seither können auch Züge mit zehn Wagen bis nach Ōme verkehren. Im Rahmen der Staatsbahnprivatisierung ging der Bahnhof am 1. April 1987 in den Besitz der neuen Gesellschaft JR East über.